# استراود (اکلاهما)
استراود(به انگلیسی: Stroud) شهری در ایالت اکلاهما کشور ایالات متحده آمریکا است که جمعیت آن در سرشماری سال ۲۰۱۰ میلادی، ۲٬۶۹۰ نفر بوده‌است.